# Mordechai Finzi
Mordechai Finzi (1440 – Marquesado de Mântua, 1475) foi um tradutor, matemático e astrônomo italiano.
Mordechai Finzi descende de uma família ítalo-judaica. Publicou suas obras em hebraico. Traduziu diversos livros para o hebraico, como o de álgebra de Abu Kamil.